# Refthal
Refthal ist ein Gemeindeteil der Gemeinde Altenthann im Landkreis Regensburg (Oberpfalz, Bayern).

## Geografische Lage
Die Einöde Refthal liegt in der Region Regensburg, ungefähr drei Kilometer nördlich von Altenthann.

## Geschichte
Refthal wurde 1521 erstmals schriftlich erwähnt. Es unterstand dem Landgericht Donaustauf. Grundherr war das Kloster Reichenbach.
Zum Stichtag 23. März 1913 (Osterfest) gehörte Refthal zur Pfarrei Pettenreuth und hatte zwei Häuser und 11 Einwohner.
Am 31. Dezember 1990 hatte Refthal 5 Einwohner und gehörte zur Pfarrei Pettenreuth.